# 成田順
成田 順（なりた じゅん、1887年8月16日 - 1976年6月24日、旧姓・南部）は、日本の家政学者。女子教育に永年携わり、学校教育のなかに洋裁をとりいれた。
お茶の水女子大学教授、文化女子大学長、日本家政学会会長などを務めた。女性初の文部省督学官のひとり。

## 略歴
1887年（明治20年）京都府の南部栄太郎の三女として生まれる。京都府師範学校女子部を経て、1910年（明治43年）3月に東京女子高等師範学校を卒業。同師範学校附属小学校の訓導を7年間務めたのち、付属高等女学校の裁縫科に転任し、洋装の生徒が多かったことから洋裁教育に興味を持ち、教科に取り入れる一方、1923年から自らも洋装を開始した。洋裁指導書などを刊行し、世界的な競争社会を生き抜くため、また女性の社会進出のためにも和服より洋服のほうが合理的であるとして洋装を推奨した。
1926年（大正15年）から2年間、文部省派遣留学生として家事裁縫研究のためイギリスに留学し、ロンドン市内の3つの裁縫学校で洋裁技術を学んだのち、1928年（昭和3年）に東京女子高等師範学校教授に就任。1929年（昭和4年）には同校教授と兼任で、文部省より堀口きみこ、西野みよしとともに初の女性督学官に任命され、全国の女学校を視察して洋裁教育を広め、裁縫科教授要目の改正にも携わった。1949年（昭和24年)に同師範学校がお茶の水女子大学となるとともに同大学教授となり、1954年（昭和29年）3月に定年退職後、文化女子大学教授として勤務し、そのうち13年間は学長を務めた。1976年（昭和51年）に88歳で逝去。
旧蔵書が文化学園図書館に所蔵されている。

## 家族
夫の成田千里（ちさと, 1882-1951）も教育者で、1912年（明治45年）に結婚。千里は東京府士族の上野辰之輔の長男として生まれ、東京高等師範学校卒業後東京市の視学となり、第一東京市立中学校校長、東京府豊島師範学校校長、大阪府池田師範学校校長などを務めた。東京都教育委員会委員長だった1949年に教育庁内で部下の総務課長を「自動車がきたない」という理由で殴打する事件を起こし、委員長を辞任した。
実子はなく、夫の没後にサッカー選手の成田十次郎を養子とした。甥（妹の子）に東京学芸大学元教授の米津千之。親戚に多和健雄。

## 著書
- 『小学校における裁縫教材と其の指導法』（南光社, 1923）
- 『高等小学校並に高等女学校初年級に於ける裁縫教材と其の指導法』（南光社, 1924）
- 『裁縫科の時代化』 (南光社, 1924)
- 『子供服の時代化』（大成書院,1932）
- 『裁縫随想』（大成書院,1937）
- 『被服教育六十年の回顧』（1974）